# Samos (Lugo)
Samos es un municipio español de la provincia de Lugo, comunidad autónoma de Galicia. Pertenece a la comarca de Sarria.

## Geografía

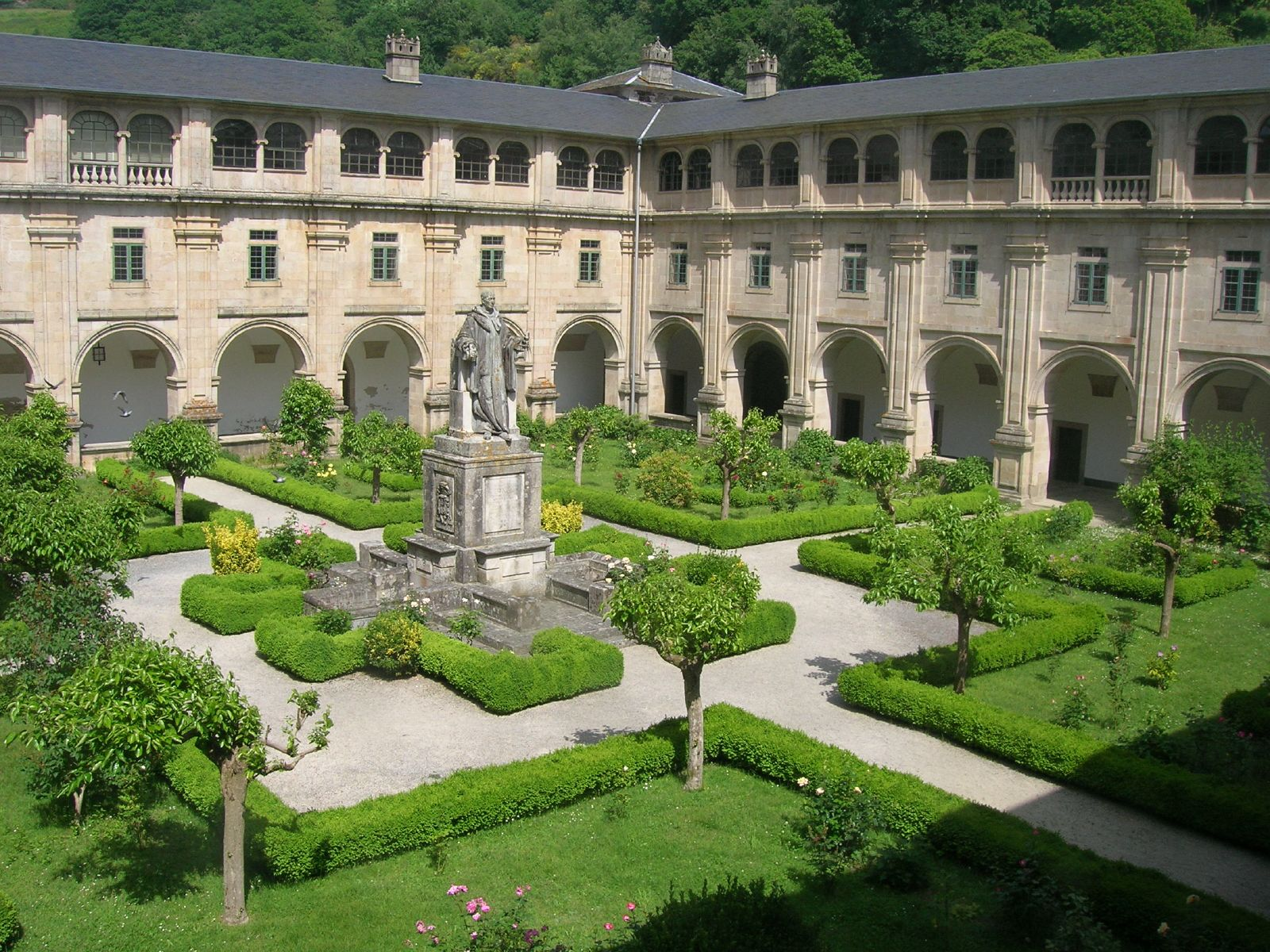
Abadía de Samos, Claustro del P. Feijoo.

Situada aproximadamente a 11 km de Sarria y 45 km de Lugo. Esta villa es paso obligado para todos los peregrinos que caminan a Santiago de Compostela, y muchos duermen en el hospedaje ofrecido por los monjes benedictinos, en la Real Abadía Benedictina de San Julián de Samos, uno de los centros religiosos más importantes de Galicia. Esta abadía está datada del siglo VI, época en la que los Suevos poblaban los territorios de lo que hoy conocemos como Galicia.

## Localización
Samos se encuentra en un espectacular entorno natural presidido por la sierra del Oribio y un valle que da entrada a los montes de Pedrafita. Lo atraviesa el río Oribio, un pequeño río, rico en anguilas y truchas, unos de los platos más emblemáticos de la zona.

## Geografía humana

### Organización territorial
El municipio está formado por ciento diecinueve entidades de población distribuidas en veinticuatro parroquias:
- Carballo (San Xil)
- Castroncán (Santa Marta)
- Couto (San Mamede)[3]
- Estragiz[4]
- Formigueiros (Santiago)
- Freijo[4]
- Frolláis[4]
- Gundriz (San Andrés)[3][6][5]
- Loureiro (Santa María)
- Lousada (San Martiño)
- Lózara (San Cristóbal)[4]
- Montán (Santa María)
- Pascáis[4] (Santa Eulalia)[5]
- Real (San Cristóbal)[4]
- Reiriz (San Estebo)[3][7]
- Renche (Santiago)
- Romelle (San Martiño)
- Samos (Santa Xertrude)
- San Juan de Lózara (San Juan)[4]
- San Martín de Real (San Martín)[4]
- Santalla (San Xosé)
- Suñiz[4]
- Teivillid[4]
- Zoó (Santiago)

### Demografía
Cuenta con una población de 1198 habitantes (INE 2024).
| Gráfica de evolución demográfica de Samos entre 1842 y 2021                                                           |
| |
| Población de derecho según los censos de población del INE. Población de hecho según los censos de población del INE. |

### Economía
Económicamente, Samos se sustenta gracias a la agricultura y a la ganadería, pero la hostelería se encuentra en un momento de enorme crecimiento. La belleza de sus parajes y la calidad de productos típicos de la región, son un gran reclamo para el turismo rural y gastronómico.

## Árboles ejemplares
Destaca el ciprés milenario que se encuentra en la ermita (en esa época se plantaba un ciprés a la vez que se construía la ermita como señal de espiritualidad), situada al lado del cementerio y del río.

## Fiestas
- San Benito, el 11 de julio.
- Santa Basilisa, patrona del monasterio, el 9 de enero.
- Romería de San Roque, en Santalla de Lóuzara, el 16 de agosto.